# クレイ (コンピュータ企業)
クレイ・インコーポレイテッド (Cray Inc) は、アメリカ合衆国ワシントン州シアトルのスーパーコンピュータ製造企業である。
その前身であるクレイ・リサーチ (Cray Research, Inc., CRI) は1972年にコンピュータ設計者シーモア・クレイによって設立された。1989年、シーモア・クレイは自身の会社クレイ・コンピュータ (Cray Computer Corporation = CCC) を別に設立したが、こちらの会社は1995年に倒産している。1996年、クレイ・リサーチはSGIに買収された。2000年にテラ・コンピュータがSGIからクレイ・リサーチを買い受け、テラ・コンピュータとクレイ・リサーチが合併してクレイ・インコーポレイテッドとなった。2019年にヒューレット・パッカード・エンタープライズ (HPE) に買収され、公開会社からHPEの子会社となった。ちなみに、かつての親会社であったSGIも2016年にHPEに買収されている。

## 背景: 1950 - 1972
シーモア・クレイは1950年にコンピュータ業界で働き始めた（このあたりの経緯についてはコントロール・データ・コーポレーションの項も参照されたい）。まず ERA (Engineering Research Associates) で ERA 1103 の開発に携わった。ERAはUNIVACの一部となり、徐々に縮小される。1960年、クレイは会社を辞め、数年前にERAの同僚らが設立したコントロール・データ・コーポレーション (CDC) に参加。しかし数年後、自身の研究所を故郷のウィスコンシン州チッペワフォールズに設立し、CDCから設計開発を請け負う形となった。CDCでは、CDC 6600 や CDC 7600 といったコンピュータを設計し成功を収めた。

## クレイ・リサーチとクレイ・コンピュータ: 1972 - 1996

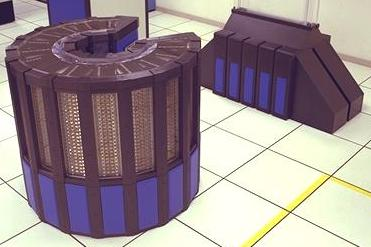
Cray-2 スーパーコンピュータ

1960年代末、CDCは財政難に陥り、クレイが開発中だった CDC 8600 への開発資金が不足するようになった。1972年、プロジェクトの中止が決定されると、クレイは自身の会社クレイ・リサーチを設立した。研究開発拠点はチッペワフォールズで、本社はミネアポリスに置いている。同社の最初の製品 Cray-1 スーパーコンピュータは大きな成功を収める。当時世界最高速のコンピュータとなった。最初のシステムはリリース後1カ月で880万USドルで売れている。その後、シーモア・クレイはさらにCray-2を開発したが、出来上がってみると社内の別チームが設計したCray X-MPより若干高速という程度であった。
彼は即座にCEOを辞し、独立した契約技術者という立場になる。1979年、Cray-2のための新たな研究所Cray Labsをコロラド州ボルダーに設立した。この研究所は1982年にいったん廃止されたが、1989年にクレイ・リサーチからスピンオフし、クレイ・コンピュータ (Cray Computer Corporation、CCC) となった。シーモア・クレイはそこでCray-3プロジェクトに携わる。初めてガリウムヒ素 (GaAs) 半導体をコンピュータに使用する計画だった。しかし政治情勢が変わり（ワルシャワ条約機構が崩壊し、冷戦が終わったため）、Cray-3はほとんど売れなかった（実際に納入されたのは1台だけである）。クレイ・コンピュータは急激に傾き、1995年に倒産した。クレイ・コンピュータの残されたものからシーモア・クレイ最後の会社SRC Computerが設立され、こちらは現在も残っている。
クレイ・リサーチはスティーブ・チェンの設計したX-MPから始まったシリーズを開発し続けた。スティーブ・チェンが同社を去った後、Cray Y-MP、Cray C90、Cray T90と開発していった。これらのマシンは基本的にCray-1を複数台内蔵しているようなアーキテクチャである。X-MPは2～4台、後のマシンでは最高32台である。また、クロック周波数を高くし、ベクトルプロセッサの幅を拡大している。Cray-2プロジェクトが頼りない結果で終わったため、Crayの命令セットを利用した低価格な擬似Crayを作る企業が出てきた。Scientific Computer Systems (SCS)、American Supercomputer、Supertekなどがそれである。これらはクレイと対抗するという類のものではなく、もっと安価で低性能なCMOSを使ったX-MP互換マシンを作っていたのである。

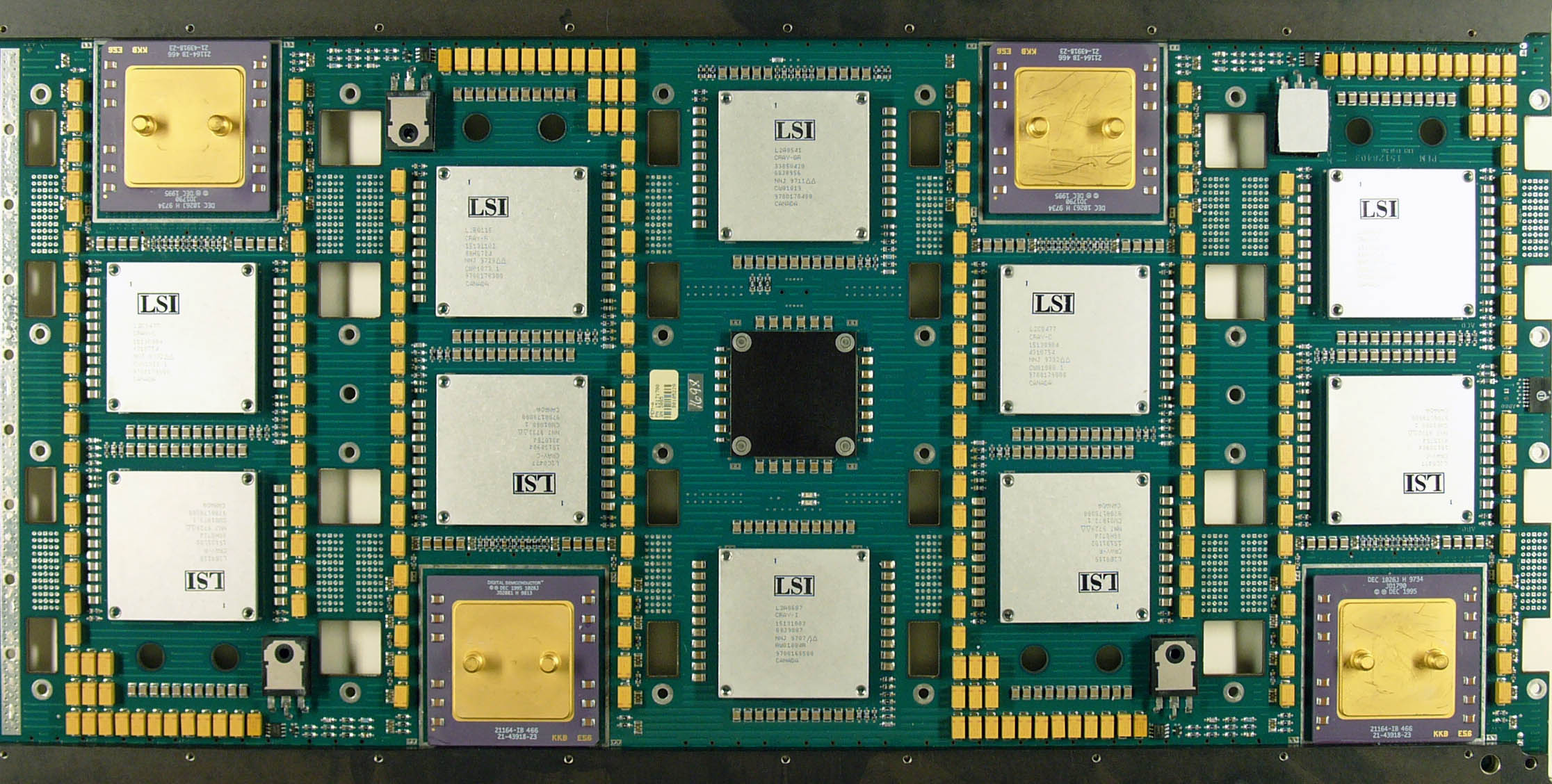
Cray T3E のプロセッサ基板

1980年代終盤、高性能マシンの市場は超並列コンピュータに席巻される。シンキング・マシンズ、ケンドール・スクエア・リサーチ、インテルのスーパーコンピューティング・システム部門、nCUBE、MasPar、Meiko Scientificなどである。当初、クレイ・リサーチはこの手法を全く相手にしていなかった。超並列マシンを効率的に使うソフトウェアを作るのは困難と考えていたのである。これはILLIAC IVの時代には正しかったが、その頃には必ずしも真ではなかった。ついにクレイ社もそれが進化の唯一の道であると理解し、5年をかけた研究プロジェクトを開始し、追いつこうとした。その結果は DEC Alpha ベースの Cray T3D と Cray T3E のシリーズで、皮肉なことにこれによってクレイは2000年のアメリカの市場で唯一のスーパーコンピュータメーカーとなっていた。
クレイのコンピュータは（メインフレームと比べても）極めて高価であるため、ごく少数しか売れなかった。そのため、クレイのマシンを導入することは極めて名誉なことという風潮があった。これは国についても当てはまる。その風潮を強化して利用するため、クレイ・リサーチの営業マンはクレイを導入した国の国旗が並ぶデザインの宣伝用のネクタイを作った。
1980年代終盤から1990年代初期にかけて、新しいベンダーから小さなスーパーコンピュータが登場した。ミニスーパーコンピュータと呼ばれたこれらのマシンはクレイ社のローエンドマシンの市場を侵食しはじめた。特に人気を博したのはコンベックス・コンピュータシリーズで、他にも小規模の並列マシンがピラミッド・テクノロジーやアライアント・コンピュータといった企業からリリースされていた。そのような企業のひとつとして Supertek がある。SuperTekのS-1は空冷のCMOS実装のX-MP互換プロセッサを使用していた。1990年、クレイ社はSuperTekを買収し、S-1 を Cray XMS として販売したが、このマシンは故障しやすかった。次いで未完成だった(Y-MP互換の)S-2は Cray Y-MP EL として1991年にリリースされ、それなりの販売台数を記録した（後に Cray EL90 シリーズとなった）。これらのマシンは小規模な企業、特に石油探査を行っている会社に売れた。このシリーズは後に Cray J90、そして1998年の Cray SV-1 へとつながっていく。1991年、米クレイ・リサーチ社Entry Level Systems事業部が横河電機(株)と合弁で、Cray XMS 及びその後継機の日本国内での販売・サポートを行う横河クレイELS(株)を設立(資本金2億4000万を両社が折半で出資、社長には横河電機の浅井功取締役が就任)している。
クレイ社はもうひとつのミニスーパーコンピュータ会社フローティングポイントシステムズの資産を買収した。この会社はSPARCベースのマシン Model 500 でファイルサーバ市場に参入していた。このマシンはサン・マイクロシステムズのSolarisを改造したOSが動作しており、最大64プロセッサのSMP構成である。クレイはこれを Cray S-MP スーパーサーバと名づけて販売した。後に高速なSuperSPARCを使った Cray CS6400、UltraSPARCを使った Cray CS64000をリリースしている。設計はこの市場向けとしては最高レベルだったが、クレイはこの方面では成功したとは言い難い。クレイのこれまでのニッチな市場とは勝手が違いすぎたためと思われる。

## シリコングラフィックス:  1996 - 2000
クレイ・リサーチは1996年2月、シリコングラフィックス (SGI) に吸収合併された。当時、市場も技術も違う2社の合併に業界は批判的だった。同年、創業者のシーモア・クレイが交通事故で亡くなっている。
SGIは即座にスーパサーバシリーズをサンに売却した。サンはその技術を使って大成功を収めることになる E10000 Starfire サーバを開発した。
SGIはいくつかのクレイの技術を使い、グラフィックワークステーションからスーパーコンピュータへと移行を開始した。ここで鍵となったのはクレイの開発したHIPPIデータバスとT3シリーズでのノード間接続の技術である。
SGIの長期戦略では、同社のハイエンドサーバとクレイの製品を2段階で統合する計画だった。コード名 SN1（"SN" は "Scalable Node" の略） は、Cray T3E と SGI Origin 2000 システムの置き換えを狙ったもので、後に SGI Origin 3000 アーキテクチャとしてリリースされた。しかし、Origin 3000 が発表されたのはクレイ・リサーチが分離・売却された後のことである。戦略の第2段階であるコード名 SN2 は最終的に SGI Altix 3000 アーキテクチャとしてリリースされた。
SGIの下でクレイの新たなシリーズ SV1 が1998年にリリースされた。クラスター型SMPベクトルプロセッサ・アーキテクチャで、J90 の後継である。
1999年8月、SGIはクレイ・リサーチ部門を分離し、売却準備に入った。2000年3月2日、クレイ部門はテラ・コンピュータに売却された。テラ・コンピュータは売買完了後の2000年4月4日、クレイ・インコーポレイテッド (Cray Inc.) に名称を変えた。

## クレイ:  2000 -
テラ・コンピュータとの合併後、Tera MTA システムを Cray MTA-2 と改称。これは商業的には失敗し、2つの顧客に出荷しただけだった。また、日本電気製SX-6の北米での独占販売権を得て Cray SX-6 として販売した。
2002年、ベクトルとMPPを統合したアーキテクチャの新機種 Cray X1 を発表。これはSGI時代のSN2のコンセプトがクレイ側で結実した成果である。2004年5月、アメリカ合衆国エネルギー省の世界最速のコンピュータを構築するプロジェクトに参加し、オークリッジ国立研究所向けに50TFLOPSのマシンを構築することになった。2004年11月 Cray X1 で最高性能 5.9 TFLOPS を記録し、世界第29位となった。X1 の後継である X1E では、より高速なデュアルコア・プロセッサを採用している。
2004年10月4日、エントリレベルのスーパーコンピュータ Cray XD1 を発表。AMD製のデュアルコア64ビットCPU Opteron を採用し、Linuxを動作させている。XD1は、1ノードに4個のOpteronと1個のザイリンクス製FPGA Virtex II Pro を備えている。このFPGAは動的に構成変更可能であり (再構成可能コンピューティング)、入出力用デジタル回路を必要に応じて構成できる。さらにこのFPGAは PowerPC 405 プロセッサコアを2つ内蔵している。
2004年、サンディア国立研究所 の Red Storm システムが完成。96の筐体に多数のプロセッサが配置されたシステムであり、理論上は300筐体まで拡張可能で、設計上の性能は41.5TFLOPSとされている。これを製品化したのが超並列スーパーコンピュータ Cray XT3 である。T3Eのアーキテクチャに倣ったものだが、プロセッサはXD1と同じ AMD Opteron を採用している。2006年の後継機 Cray XT4 では、DDR2 SDRAM をサポートし、Opteron の新品種を採用、XD1 のようにFPGAを使えるようになっている。また、ノード間接続用通信プロセッサ SeaStar2（PowerPC 440 コア）を採用している。
2006年11月13日、テラ・コンピュータの流れを汲む Cray XMT を発表。テラ・コンピュータに由来するマルチスレッド・プロセッサ技術と、XT4でも使われた SeaStar2 によるノード間接続技術を採用。ASIC、基板、筐体、システムソフトウェアなどを XT4 と共通化することでコスト削減を図っている。2011年にリリース予定とされたXMTの後継機には、スイス国立スーパーコンピューティングセンター (CSCS) からの予約注文が入った。
2006年、クレイは「アダプティブ・スーパーコンピューティング」と名付けた新たな製品計画を発表。その第1世代が XT4 と XMT である。2007年11月に発表された第2世代が XT5h で、Opteron、ベクタープロセッサ、マルチスレッド・プロセッサ、FPGAを使って1つのシステムを構成する。
2008年4月、インテルとスーパーコンピュータの共同開発を行うことを発表。同年9月、その成果である Cray CX1 が完成した。これはデュアルコアまたはクアッドコアの Xeon プロセッサを最大16個搭載可能なブレードサーバシステムで、マイクロソフトの Windows HPC Server 2008 か Red Hat Enterprise Linux が動作する。
2010年初め、Cray CX1000を発表。ラックマウント型で、Xeonを使うシステム、GPUを使うシステム、QPIを採用したシステムがある。同年5月、XT5の後継となる Cray XE6 を発表。XE6の最初の複数筐体システムは2010年7月に出荷された。
2011年5月現在、クレイがそれまでに出荷した最大のシステムは、オークリッジ国立研究所のJaguar（XT5ベース）である。22万個以上のプロセッサコアを搭載しており、LINPACKベンチマークで1.75PFLOPSを記録し、一時期世界最速となったが、2010年10月には天河一号に追い抜かれた。
2011年5月24日、Cray XK6 を発表。プロセッサコア数は最大50万個で、ピーク性能は50PFLOPSに達する。クレイの Gemini ノード間接続技術、AMDのマルチコアプロセッサ、NVIDIAのメニイコアGPGPUプロセッサを採用している。
2012年11月13日、TOP500ランキングにおいて今年6月にトップに立った米IBM製セコイアを2位に退けタイタン（Cray XK7ベース）が1位に返り咲いた。ピーク演算性能は20PFlops。タイタンは米オークリッジ国立研究所の所有で10月末に運用を始めた。理化学研究所と富士通が共同で開発した京と同様、地震や気象、医療などの分野で研究に使われる見込み。

## クレイ・ジャパン
1987年から日本フェアチャイルド元専務の堀義和（1937-2017）が日本クレイ社長を務めた。堀はSGIとの合併後1997年に日本コダック社長に転任し、2004年に同社会長、2005年退職した。クレイ・ジャパン・インクは2005年に元Hewlett-Packardの中野守が社長に就任し、SGIから独立後のCray Japanとしては初の専任社長となっ。